# وزراء الرسول
وزراء الرسول هم صحابة ورد عن الرسول بأنه نعتهم بالوزراء، في عدة أحاديث من عدة أوجه، كحديث الإمام أحمد في مسنده، عن علي بن أبي طالب أن الرسول قال: «إنَّهُ لم يَكُن قبلي نبيٌّ إلا قد أُعْطيَ سبعةَ رفقاءَ نُجباءَ، وزراءَ، وإنِّي أعطيتُ أربعةَ عشرَ: حمزةُ، وجعفرٌ وعليٌّ وحسنٌ وحُسَيْنٌ وأبو بَكْرٍ وعمرُ والمقدادُ وعبدُ اللَّهِ بنُ مسعودٍ، وأبو ذرٍّ وحُذَيْفةُ، وسلمانُ، وعمَّارٌ، وبلالٌ».
رواه أيضاً الهيثمي في مجمع الزوائد، وقال عنه: «وثقه ابن حبان وضعفه الجمهور، ورجاله ثقات».ورواه الترمذي من وجه آخر في سننه عن علي بن أبي طالب مرفوعاً، وأُستُبدل أبا ذر بمصعب بن عمير ويقول عنه الترمذي: «حديث حسن غريب من هذا الوجه». وضعفه الألباني في سلسة الأحاديث الضعيفة، وشهاب الدين البوصيري في إتحاف الخيرة المهرة، وأنكره ابن الجوزي في العلل المتناهية، وضعفه الإمام أحمد عن رواية عبد الله بن مليل ولم يُذكر فيه كامل الأربعة عشر.